# Суховка (приток Званки)
Суховка — река в России, протекает в Окуловском районе Новгородской области и Бологовском районе Тверской области. Река вытекает из озера Сухое у деревни Сухое. Устье реки находится в 8,8 км по правому берегу реки Званка на границе Новгородской и Тверской областей. Длина реки составляет 19 км.

## Данные водного реестра
По данным государственного водного реестра России относится к Балтийскому бассейновому округу, водохозяйственный участок реки — Мста без р. Шлина от истока до Вышневолоцкого, речной подбассейн реки — Волхов. Относится к речному бассейну реки Нева (включая бассейны рек Онежского и Ладожского озера).